# Mazda MXR-01
O MXR-01 é um protótipo da Mazda usado para disputar as 24 Horas de Le Mans em 1992, usava a plataforma do Jaguar XJR-14, mas em vez do motor Cosworth do Jag, ele usava um V10 3.5 da Judd (Semelhante ao motor utilizado no Peugeot 905).